# Émile Bertrand
Émile Bertrand (1844 – 1909) è stato un mineralogista francese.
Studiò a Parigi, presso l'Ecole des Mines, e fu tra i fondatori della Società di mineralogia francese.
Nel 1878 scrisse un libro di mineralogia studiata tramite la microscopia ottica, "De l'Application du microscope à l'étude de la minéralogie". 
Nel 1904 tradusse in francese la storia della meccanica di Mach. Costruì anche un rifrattometro.
Damour chiamò un silicato di berillio con il suo nome (bertrandite).